# الحزب الإصلاحي
الحزب الإصلاحي هو حزب تونسي تأسس عام 1921 بعد انشقاق مؤسسيه عن الحزب الحر الدستوري التونسي. وكان من أبرز مؤسسيه المحامي حسن القلاتي والصادق الزمرلي وكلاهما نشطا قبل الحرب العالمية الأولى ضمن مجموعة الشباب التونسي.
انتقد جماعة الحزب الإصلاحي مواقف الحزب الحرّ الدستوري التونسي التي اعتبروها متصلبة من الاستعمار، وقدّموا مطالب معتدلة تتمحور حول تحسين حالة السّكان التونسيين ماديا ومعنويا. وقد اتهموا بصلتهم مع السلطات الاستعمارية.
عبّر «الإصلاحيون» عن آرائهم من خلال الصحافة وقد اتخذوا في البداية صحيفة البرهان لسان حالهم، ثم عوضتها جريدة النهضة عام 1923. لكن هذا الحزب اندثر تماما في أواسط العشرينات، بعد أن وقف ضد جامعة عموم العملة التونسية التي أسسها محمد علي الحامي.